# Сен-Мартен-де-Бавель
Сен-Марте́н-де-Баве́ль (фр. Saint-Martin-de-Bavel) — коммуна во Франции, находится в регионе Рона — Альпы. Департамент — Эн. Входит в состав кантона Вирьё-ле-Гран. Округ коммуны — Белле.
Код INSEE коммуны — 01372.

## География
Коммуна расположена приблизительно в 420 км к юго-востоку от Парижа, в 70 км восточнее Лиона, в 55 км к юго-востоку от Бурк-ан-Бреса.

## Население
Население коммуны на 2010 год составляло 443 человека.
| 1962 | 1968 | 1975 | 1982 | 1990 | 1999 | 2010 |
| ---- | ---- | ---- | ---- | ---- | ---- | ---- |
| 305  | 304  | 304  | 282  | 327  | 333  | 443  |

## Администрация
| Период | Период | Фамилия       | Партия | Примечания |
| ------ | ------ | ------------- | ------ | ---------- |
| 1995   | 2008   | Робер Жаке    |        |            |
| 2008   | 2014   | Ксавье Венсан |        |            |

## Экономика

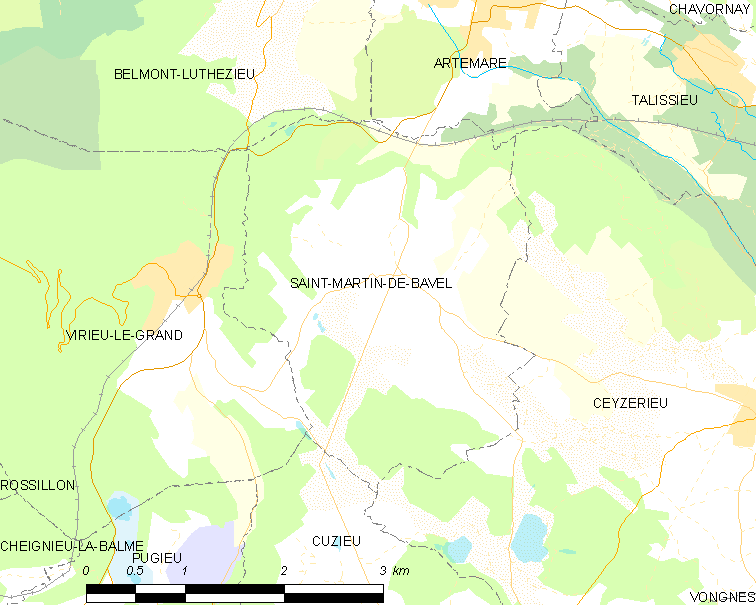
Карта коммуны

В 2010 году среди 267 человек трудоспособного возраста (15—64 лет) 217 были экономически активными, 50 — неактивными (показатель активности — 81,3 %, в 1999 году было 68,5 %). Из 217 активных жителей работали 201 человек (102 мужчины и 99 женщин), безработных было 16 (8 мужчин и 8 женщин). Среди 50 неактивных 19 человек были учениками или студентами, 23 — пенсионерами, 8 были неактивными по другим причинам.